# Alan Ruiz
Alan Ruiz, né le 19 août 1993 à La Plata, Buenos Aires, en Argentine, est un footballeur argentin évoluant au poste de milieu de terrain avec le CF Estrela.

## Biographie

### En club
Alan Ruiz débute en première division en juin 2011 avec le Club de Gimnasia y Esgrima La Plata, sous les ordres de Darío Ortiz, qui est alors responsable technique de la première équipe du Gimnasia y Esgrima La Plata.
Début septembre 2012, le club de San Lorenzo de Almagro paye 575 000 dollars au Gimnasia pour obtenir l'acquisition d'Alan Ruiz. 
Le 10 janvier 2014, Ruiz est prêté au Grêmio Foot-Ball Porto Alegrense, en Série A brésilienne, pour un montant de 400 000 dollars, avec une option d'achat supérieure à 5 millions de dollars.
En juillet 2015, une rumeur circule sur le recrutement possible de Ruiz par l'Atlético National. Mais il est finalement prêté au Colon de Santa Fe, avec une option d'achat de 2 250 000 dollars. 
Le 13 mars 2016, il réalise le premier coup du chapeau de sa carrière face au club de River Plate, en marquant les trois buts pour le Colón de Santa Fe, qui remporte le match 4 à 1.
Son parcours attise les convoitises et Colon de Santa Fe accepte de vendre son joueur fraîchement acquis au Sporting CP pour la saison 2016/2017. 
Le montant du transfert serait de 5,2 millions d'euros et la durée du contrat est de quatre ans. Son frère Federico Ruiz, également joueur du Colon de Santa Fé, est inclus dans ce transfert. Il y retrouvera Hernán Barcos ancien joueur du Colon de Santa Fe.

### En équipe nationale
Il fait partie de la sélection nationale des moins de 20 ans entre 2011 et 2013, sous les ordres de Walter Perazzo.
Lors de l'été 2011, il participe avec la sélection argentine à la Coupe du monde de football des moins de 20 ans 2011 organisée en Colombie. Alan Ruiz dispute quatre matchs lors de cette compétition. L'Argentine atteint les quarts de finale du tournoi, en étant battue par le Portugal aux tirs au but.
Fin mai 2012, il fait partie de l'équipe qui joue le Tournoi International des 8 Nations des moins de 20 ans organisé par la Fédération sud-africaine de football au Cap, en Afrique du Sud. L’équipe d'Argentine figure dans le Groupe A, en compagnie de l'Afrique du Sud, du Nigeria et du Ghana. Le Groupe B est composé du Brésil, du Japon, du Kenya et du Cameroun. L'Argentine termine première de son groupe, puis dispute la demi-finale contre le Japon, qu'elle remporte 1 à 0. L’Équipe d'Argentine s'incline finalement 0 à 1 contre l'équipe brésilienne qui devient championne le 3 juin 2012. Lors de cette compétition, Alan Ruiz inscrit notamment un but contre l'Afrique du Sud.

## Palmarès

### Championnats nationaux
| Titre                   | Club                   | Pays      | Année |
| ----------------------- | ---------------------- | --------- | ----- |
| Championnat d'Argentine | San Lorenzo de Almagro | Argentine | 2013  |

## Tournois disputés avec l’Équipe d'Argentine
| Tournoi                                                 | Siège          | Résultat          |
| ------------------------------------------------------- | -------------- | ----------------- |
| Coupe du monde des moins de 20 ans de 2011              | Colombie       | Quarts de finale  |
| Jeux Panaméricains de 2011                              | Mexique        | Médaille d'Argent |
| Tournoi des 8 Nations des moins de 20 ans               | Afrique du Sud | Demi finale       |
| Tournoi international des moins de 20 ans de l'Alcúdia  | Espagne        | Champion          |
| Championnat sud américain des moins de 20 ans 2013 (es) | Argentine      | Première phase    |